# Minissale
Minissale (Minissali in dialetto messinese) è un rione della II circoscrizione del comune di Messina, posto circa 4 km a Sud del centro cittadino, tra i rioni di Gazzi e Contesse.

## Toponimo
L'origine del nome è nella parola latina "dominus", cioè padrone. Essendo i terreni della zona un "dominicato", cioè di proprietà di persona non soggetta a vincoli feudali, che ne ricavava delle rendite dominicali, il nome della zona venne storpiato in "dominissale" e poi in "Minissale".

## Storia
Fino a metà degli anni 50 del XX secolo, Minissale era una contrada agricola, coltivata intensamente ad ortaggi, agrumeti e uliveti. L'allevamento del bestiame era ben sviluppato.
 Nel 1957, con la costruzione della variante alla vecchia via Nazionale, la Strada statale 114 Orientale Sicula, i terreni a monte di essa furono sottoposti ad esproprio e trasformati in "zona di espansione edilizia popolare e agevolata", con la costruzione di numerosi caseggiati che in breve tempo portarono la zona a un forte incremento demografico.

## Viabilità e trasporti pubblici
Il rione è attraversato dall'ex Strada statale 114 Orientale Sicula (oggi via Adolfo Celi) e dall'ex via Consolare Valeria (oggi via Marco Polo) che intersecandosi in "Largo Virgilio" formano da anni una strozzatura per il traffico in entrata e in uscita dalla città.
 Il rione è servito dalle linee Atm dal nº1 al nº15, oltre alla linea ATM circolare nº17 (Minissale-Cristo Re).

## Luoghi di culto
Chiesa parrocchiale dedicata a "Maria Stella Maris"